# Westermaier
Westermaier ist ein deutscher Familienname.

## Herkunft und Bedeutung
Westermaier ist eine Variante des Familiennamens Meier.

## Varianten
- Westermayer, Westermayr, Westermeier, Westermeyer, Westermeyr

## Namensträger
- Max Westermaier (1852–1903), deutscher Botaniker
- Sabine Westermaier (* 1971), deutsche Drehbuchautorin, Dramaturgin und Lektorin